# Сі Ця
Сі Ця (кит. спр. 熙洽, піньїнь: Xī Qià, 18 жовтня 1883, Фентянь, Ляонін, Династія Цін - 1950, Фушунь, Ляонін, КНР) — генерал, який командував Армією провінції Гірін Китайської республіки, який під час японської інтервенції в Маньчжуру внесок у освіту Маньчжоу-го.

## Життєпис
За національністю був маньчжуром і належав до роду Айсіньгьоро. Він був далеким нащадком Мурхаці - брата Нурхаці (засновника династії Цін).
У молодості навчався в Японії в Рікугун Сікан Гакко. Після Сіньхайської революції, що скинула в 1911 монархію в Китаї, підтримував тих, хто прагнув до створення окремої маньчжурської держави. Належачи до Фентянського кліку мілітаристів, він став генерал-лейтенантом і командувачем Армією провінції Гірін.
Коли після Маньчжурського інциденту 18 вересня 1931 японські війська почали просування вглиб Маньчжурії і 22 вересня без бою зайняли місто Гірін (столицю однойменної провінції), то 23 вересня вони запропонували Сі Ця сформувати тимчасовий уряд провінції. Після наради з представниками місцевої влади та японськими радниками, Сі Ця 30 вересня видав прокламацію, в якій оголошувалося про незалежність провінції Гірін від Китайської республіки та створення тимчасового уряду.
Після того, як японці на початку січня 1932 окупували всю Південну Маньчжурію, зайнявши Цзіньчжоу і Шаньхайгуань, вони повернули на північ, щоб провести остаточну «зачистку» Маньчжурії від китайських військ. Після того, як місцеві китайські генерали Ма Чжаньшань і Тін Чао відмовилися домовлятися з японцями, японський полковник Доїхара Кендзі зажадав, щоб Сі Ця перейшов зі своїми військами в наступ і вибив з Харбіна угруповання Тін Чао — останнє велике китайське військове угруповання на Північному Сході. 25 січня Сі Ця підійшов до Шуанчену (містечко за 40 км на південь від Харбіна), і 26 січня розпочався бій із військами Тін Чао. Війська Сі Ця зазнали серйозних втрат, і Доїхара був змушений покликати на допомогу Квантунську армію; щоб виправдати це, він організував т. зв. «Харбінський інцидент».
Незабаром після утворення Маньчжоу-го війська Сі Ця зазнали ще однієї поразки. 29 березня 1932 «Антияпонська армія порятунку країни» генерала Лі Хайцзіна зайняла містечко Нун'ань всього за 40 кілометрів від маньчжурської столиці Сіньцзін. Японські частини незабаром вибили їх звідти, але подібні інциденти, а також дезертирство солдатів колишньої Північно-Східної армії прискорило процес заміни їх китайцями та маньчжурами, які пройшли навчання у японських інструкторів. Сі Ця знятий зі свого поста і одержав кабінетну посаду.
У 1934 став міністром фінансів Маньчжоу-го, в 1936 — міністром внутрішніх справ. Після закінчення Другої світової війни був полонений радянськими військами, в 1950 екстрадований в КНР.
Помер у Центрі ув'язнення військових злочинців у місті Фушунь.